# Ponticocythereis icthyoderma
Ponticocythereis icthyoderma is een mosselkreeftjessoort uit de familie van de Trachyleberididae. De wetenschappelijke naam van de soort is voor het eerst geldig gepubliceerd in 1890 door Brady.